# Abatemarco (Montano Antilia)
Abatemarco (Pat'marco in  dialetto cilentano) è una frazione del comune di Montano Antilia, in provincia di Salerno, ricompresa nel Parco nazionale del Cilento e Vallo di Diano.

## Storia
La località ha origini alto-medievali, sviluppandosi attorno alla chiesa di San Nicola di Mira, e prende origine dall'abate del monastero di Santa Cecilia, tale Marco. Anticamente dedita alla coltivazione del lino, ebbe una storia travagliata di passaggi, attraverso compravendite, a varie signorie locali, fino a diventare dal 1811 frazione di Montano Antilia.

## Geografia fisica
Abatemarco si trova nel Cilento meridionale ed è situata tra due fiumi, il Lambro ed il Mingardo, ed in una conca racchiusa fra i monti Antilia (1.316 m) a nord e Bulgheria (1.225 m) a sud. Sorge su una strada provinciale che collega Montano Antilia (a 4,5 km) con Massicelle, e si trova quindi a 4 km dallo svincolo massicellese della superstrada, variante della SS 18, Salerno-Battipaglia-Paestum-Agropoli-Vallo della Lucania-Palinuro-Policastro-Sapri.

## Monumenti e luoghi d'interesse
La chiesa più antica del paese è quella di San Nicola di Mira, antica costruzione bizantina ricostruita nel 1700. Altro edificio degno di nota è la cappella di San Rocco, patrono del paese.